# Wipsowo
Wipsowo (deutsch Wieps) ist ein Dorf in der polnischen Woiwodschaft Ermland-Masuren. Es gehört zur Gmina Barczewo (Stadt-und-Land-Gemeinde Wartenburg i. Ostpr.) im Powiat Olsztyński (Kreis Allenstein).

## Geographische Lage
Wipsowo am Südufer des Wiepser Sees (polnisch Jezioro Wipsowo),  wird von der Wipsówka durchflossen und liegt im Westen der Woiwodschaft Ermland-Masuren, 24 Kilometer nordöstlich der  Kreis- und Woiwodschaftshauptstadt Olsztyn (deutsch Allenstein).

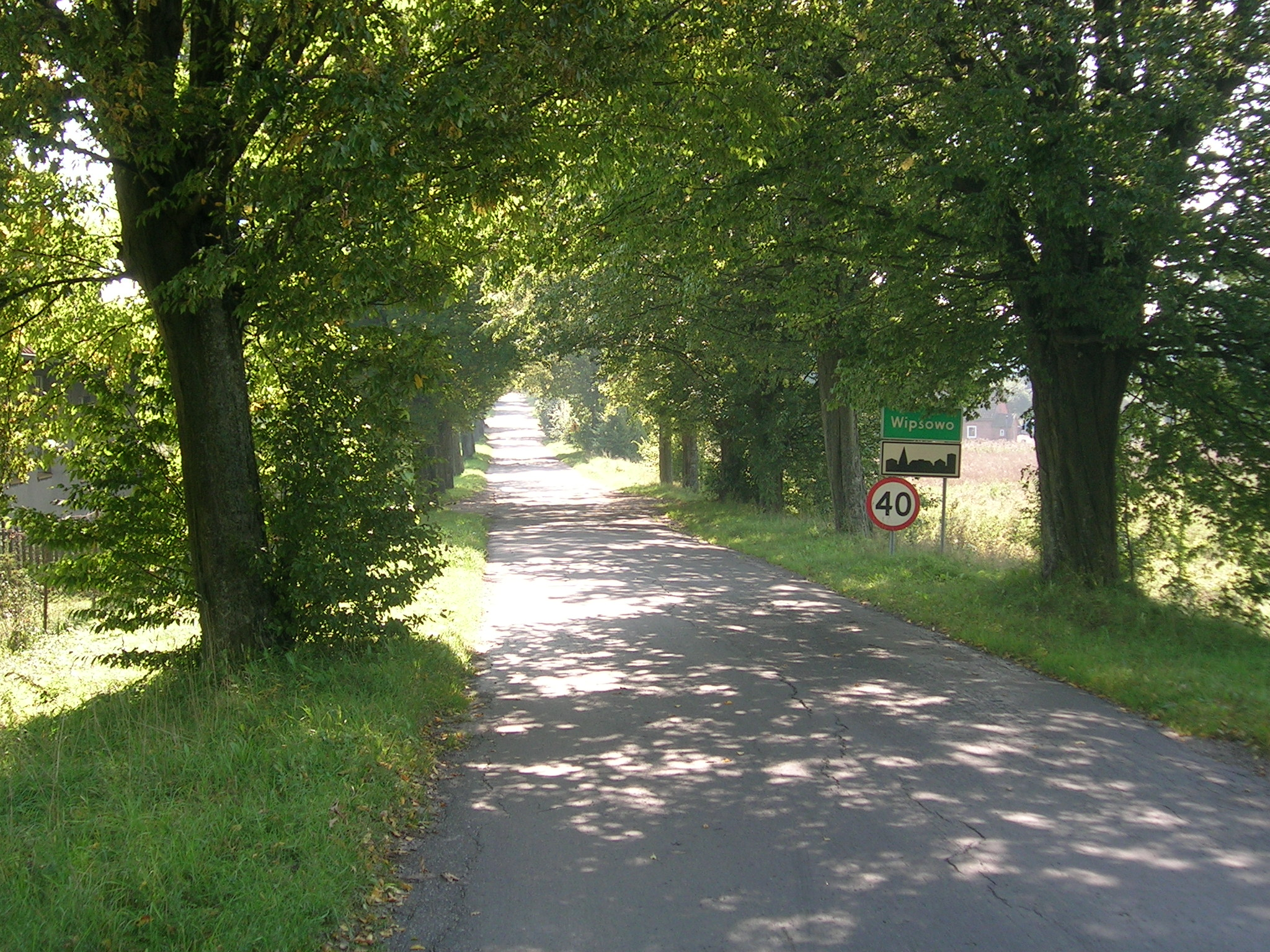
Ortseinfahrt Wipsowo

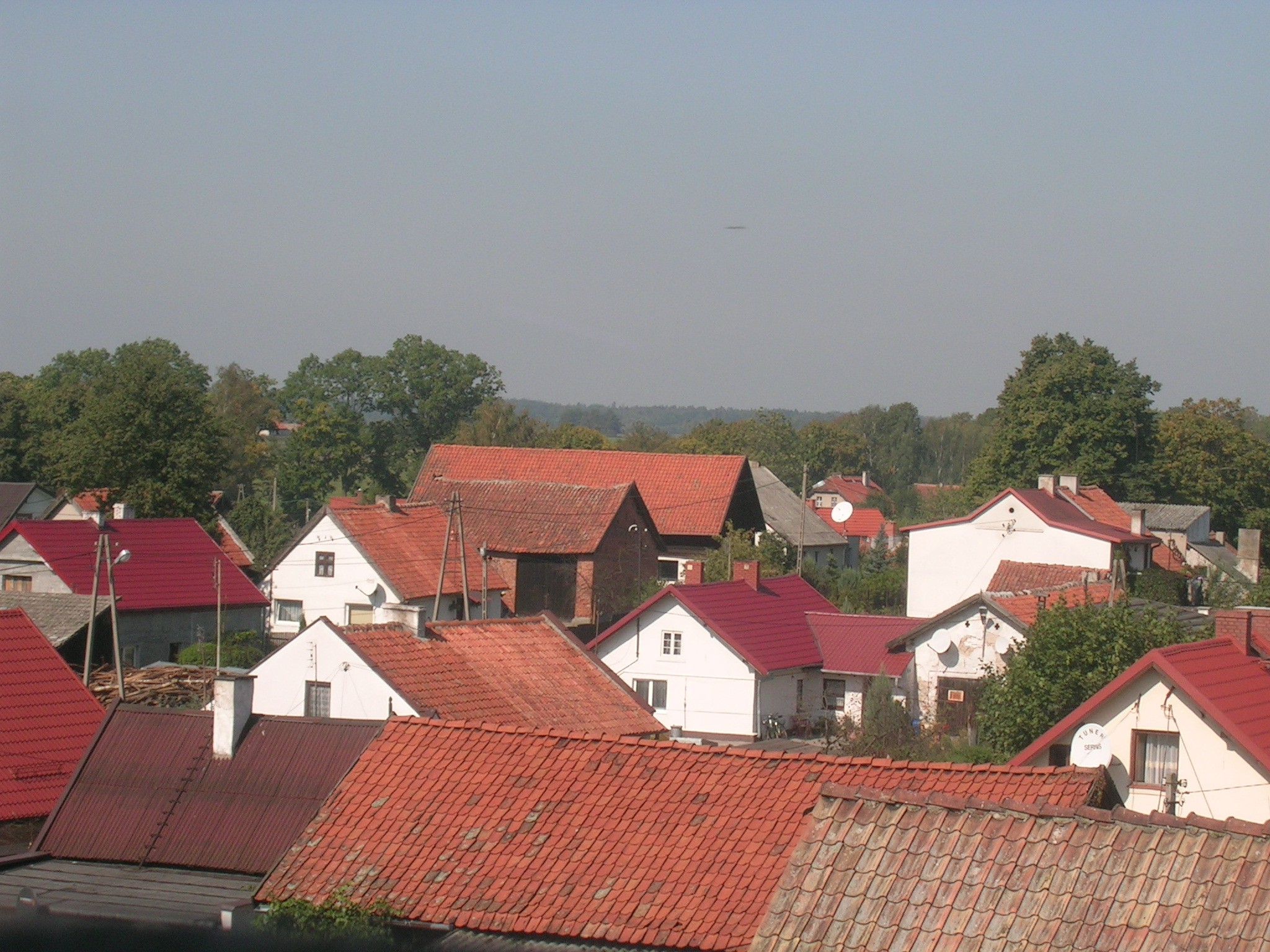
Blick über die Dächer von Wipsowo

|  |

## Geschichte
Das damals Wipsow und vor 1820 Wips genannte Dorf wurde am 30. April 1373 gegründet. 1785 wurde es als „königliches Dorf“ im Amt Seeburg (polnisch Jeziorany) mit 22 Feuerstellen erwähnt, 1820 als „königliches Bauerndorf“ mit 24 Feuerstellen bei 100 Einwohnern. Am 3. Dezember 1861 erbrachte eine Volkszählung 47 Wohngebäude bei 300 Einwohnern.
Am 7. Mai 1874 wurde Wieps in den neu errichteten Amtsbezirk Cronau (polnisch Kronowo) im ostpreußischen Kreis Allenstein eingegliedert, und bereits am 18. August 1881 in den Amtsbezirk Ramsau (polnisch Ramsowo) umgegliedert.
Von überregionaler Bedeutung war das Sägewerk („Schneidemühle“) in Wieps, wie überhaupt die Holzindustrie die Wirtschaft des Dorfes prägte.
Im Jahre 1910 waren in Wieps 858 Einwohner gemeldet. Ihre Zahl belief sich 1933 auf 837 und 1939 auf 850.
Im Jahre 1945 musste in Kriegsfolge das gesamte südliche Ostpreußen an Polen abgetreten werden. Wieps erhielt die polnische Namensform „Wipsowo“ und ist heute eine Ortschaft innerhalb der Stadt-und-Land-Gemeinde Barczewo (Wartenburg i. Ostpr.) im Powiat Olsztyński (Kreis Allenstein), zwischen 1975 und 1998 der Woiwodschaft Olsztyn, seither der Woiwodschaft Ermland-Masuren zugehörig. Im Jahre 2011 zählte Wipsowo 736 Einwohner.

## Kirche

### Römisch-katholisch
Bis 1945 war Wieps in das römisch-katholische Kirchspiel Groß Ramsau eingepfarrt. Heute ist Wipsowo eine eigene Pfarrei. Sie wurde am 1. Juni 1991 errichtet und ist dem Hl. Johannes Maria Vianney sowie der Geburt der Jungfrau Maria gewidmet. Die Pfarrei gehört zum Dekanat Barczewo (Wartenburg i. Ostpr.) im Erzbistum Ermland.

### Evangelisch
Evangelischerseits war Wieps vor 1945 in die Kirche Wartenburg (Ostpreußen) in der Kirchenprovinz Ostpreußen der Kirche der Altpreußischen Union eingepfarrt. Heute gehört Wipsowo zur Kirche in Biskupiec (Bischofsburg) innerhalb der Diözese Masuren der Evangelisch-Augsburgischen Kirche in Polen.

## Verkehr

### Straße
Wipsowo liegt an einer Nebenstraße, die die Stadt Jeziorany (Seeburg) an der Woiwodschaftsstraße 593 mit der Anschlussstelle Kromerowo der neu erbauten Schnellstraße 16 (ehemalige Landesstraße 16) verbindet und weiter bis nach Dźwierzuty (Mensguth) an der Landesstraße 57 (einstige deutsche Reichsstraße 128) im Powiat Szczycieński (Kreis Ortelsburg) führt. Lokale Nebenstraßen von Kronowo ((Groß) Cronau) bzw. Biesowo (Groß Bössau) kommend enden in Wipsowo.

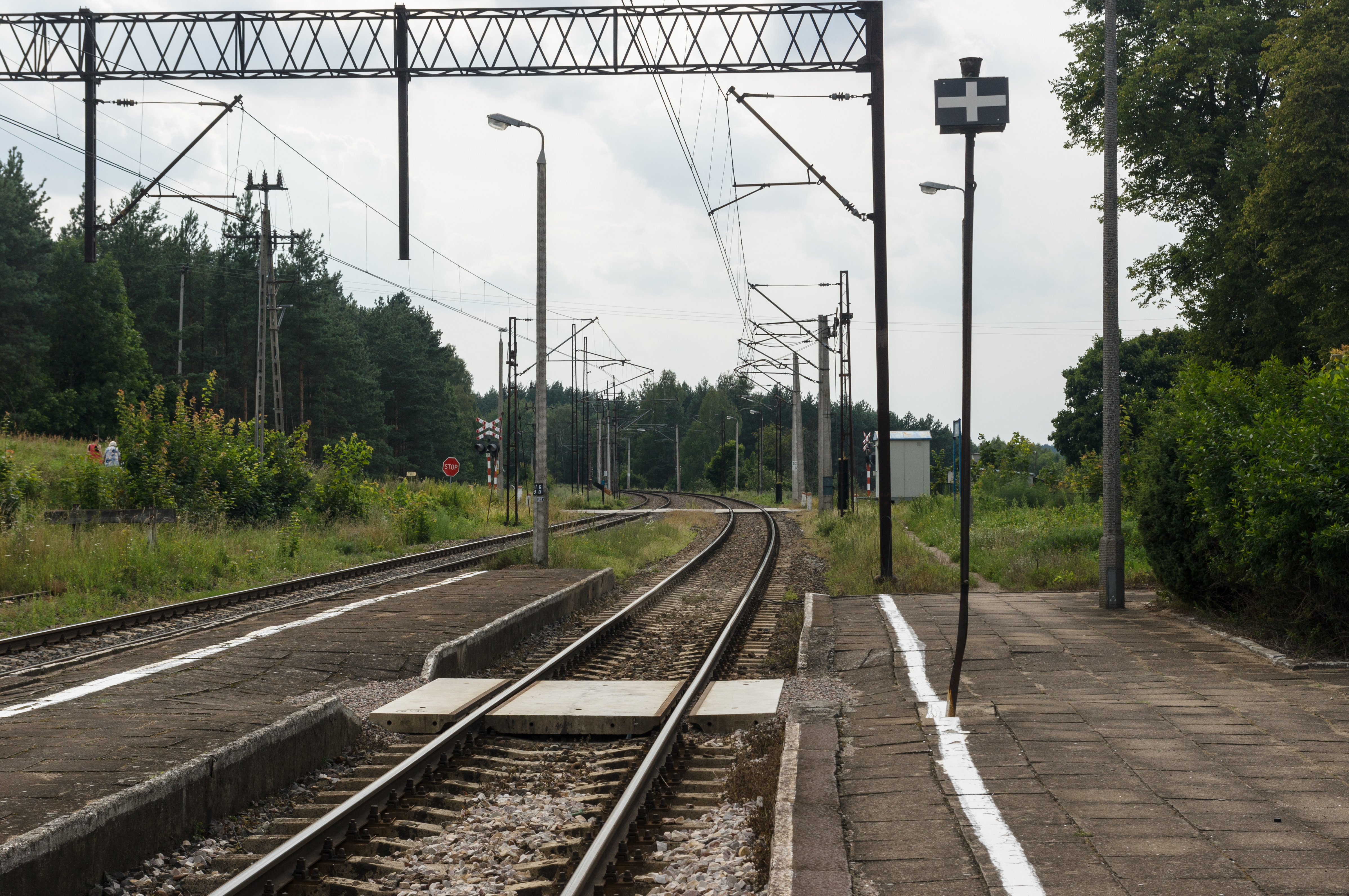
Bahnstation Wipsowo

### Schienen
Seit 1872 ist Wipsowo resp. Wieps Bahnstation und liegt an der Bahnstrecke Poznan–Toruń–Olsztyn–Skandawa (deutsch Posen–Thorn–Allenstein–Skandau), die einst im heute russischen Insterburg (russisch Tschernjachowsk) endete und heute unter der Linien-Nummer 353 von der Polnischen Staatsbahn (PKP) befahren wird. Im Jahre 2017 benutzten zwischen 100 und 149 Passagiere pro Tag die Bahnstation Wipsowo, die sowohl dem Personen- als auch dem Güterverkehr dient.

## Persönlichkeit
- Emil Stürtz (* 15. November 1892 in Wieps), deutscher NS-Funktionär, Gauleiter der NSDAP, Mitglied des Reichstages (verschollen seit dem 21. April 1945)